# Lockheed Martin F-117 Nighthawk
De F-117 Nighthawk was de eerste Amerikaanse lichte bommenwerper met stealth-eigenschappen. Het hoekige zwarte toestel is dankzij het speciale ontwerp en een speciale radar-absorberende coating moeilijk traceerbaar voor radarsystemen en kan daardoor vrijwel ongestoord over vijandelijk grondgebied vliegen waar hij met lasergeleide bommen gronddoelen kan aanvallen.
In het begin ontstond verwarring over de taak van het toestel omdat het door de toegekende typeletter F in de pers bekend werd als Stealth fighter; de F-117 is echter geen jachtvliegtuig maar een lichte precisiebommenwerper. Later verklaarde Ben Rich van Lockheed dat de USAF alleen de beste gevechtspiloten in de F-117 wilden hebben en dat gevechtspiloten absoluut niet in een B (bomber) of A (attack) vliegtuig wilden vliegen. Met de F aanduiding konden ze overgehaald worden. Echter, in 2020 vertelde een voormalig F-117-piloot in een podcast dat de F-117 in staat was om bijna alle type lucht-luchtraketten uitgezonderd de AIM-7 Sparrow mee te dragen en dat het vliegtuig aanvankelijk de geheime secondaire taak had om Russische AWACS-vliegtuigen onschadelijk te kunnen maken.
Vanwege zijn moeilijke bestuurbaarheid kreeg het toestel de bijnamen Frisbee en Wobblin’Gobblin. Overeenkomstig zijn naam werd het toestel alleen voor nachtacties ingezet.
De Nighthawks waren gelegerd op de vliegbasis Holloman in New Mexico en deden dienst tot 22 april 2008, om daarna te worden vervangen door de efficiëntere F-22 Raptor.

## Geschiedenis
De F-117A werd in 1975 in het geheim ontwikkeld voor de United States Air Force. Dit gebeurde in Californië door Lockheed Skunk Works. Het stond bekend als project Have Blue en Senior Trend. Dit toestel is ontwikkeld onder leiding van Ben Rich (opvolger van Kelly Johnsson). Het is gebaseerd op de kennis van een Russische professor, die een formule had bepaald waarbij het radarprofiel berekend kon worden. Dit kon alleen tweedimensionaal (computers waren hiervoor in die tijd nog niet geschikt). Het toestel was uitermate onstabiel en werd via fly-by-wire gevlogen. De boordcomputers berekenden of de gewenste manoeuvre mogelijk was en voerden deze dan uit.
In 1981 maakte een prototype, met iets kleinere afmetingen dan de F-117A en bekend als Have Blue, op de Tonopah testrange zijn eerste vlucht. In 1982 werden de eerste operationele F-117A toestellen afgeleverd. De laatste van de 59 geproduceerde toestellen volgde in 1992.
In 2008 zijn ze geleidelijk afgevoerd en opgeslagen, omdat ze te duur in onderhoud werden. 
In 2020 werden twee F117 vliegtuigen gesignaleerd terwijl ze landden op vliegbasis Miramar bij San Diego.

## Inzet
De eerste operationele inzet van de Nighthawk was in Panama tijdens Operatie Just Cause.
Het toestel werd tevens zeer succesvol ingezet in operatie Desert Storm in de Golfoorlog van 1991 en in operatie Iraqi Freedom in de Irakoorlog.

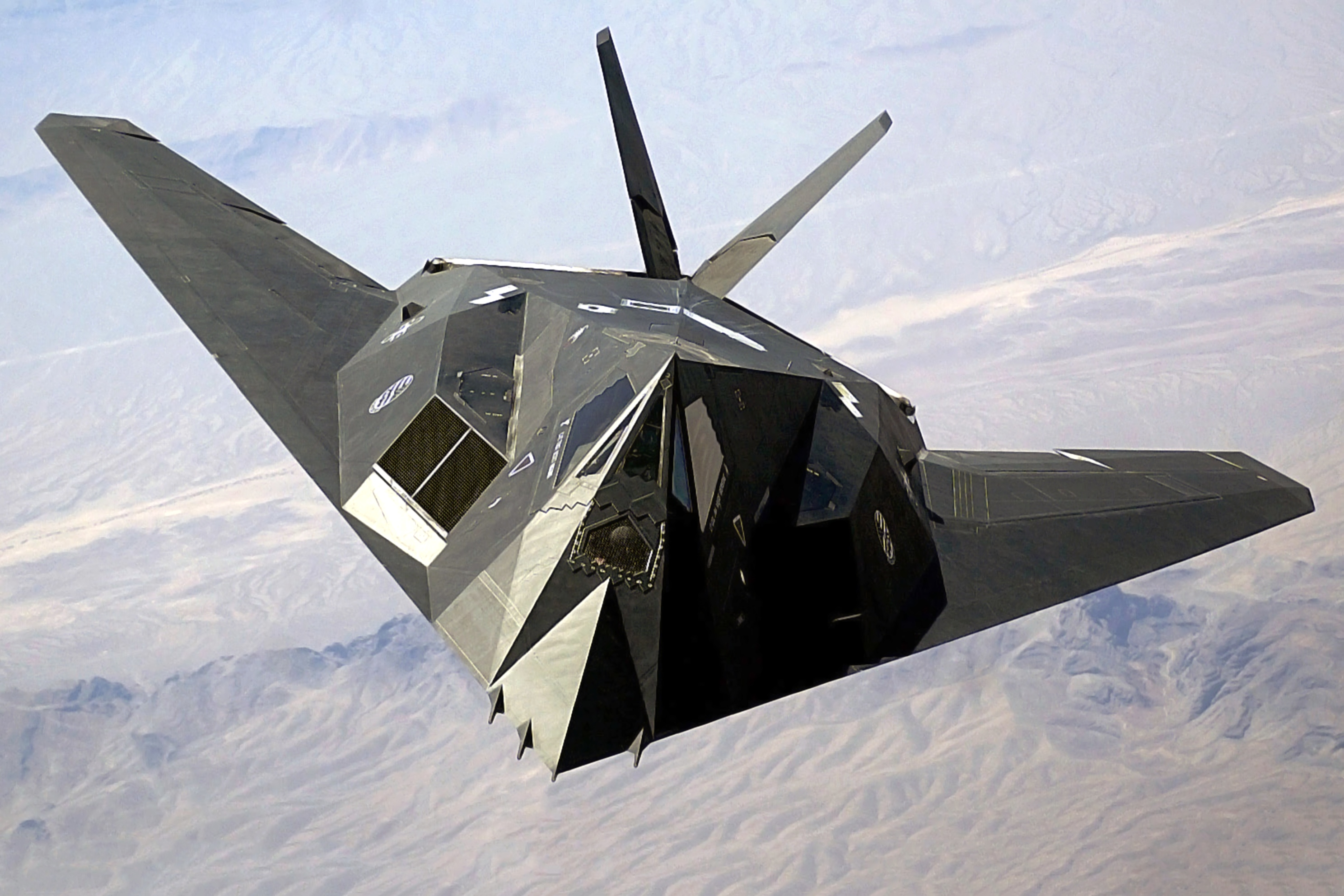
Nighthawk

Nighthawks schakelden met lasergeleide bommen aan het begin van de Golfoorlog bijna de gehele Iraakse Command & Control structuur uit. In de eerste 24 uur van de oorlog werden bijna 43% van de commando- en communicatiebunkers uitgeschakeld en de rest volgde binnen enkele dagen. Dit gaf de coalitiemacht een groot tactisch voordeel omdat de Iraakse leiders hun eenheden geen rechtstreekse bevelen meer konden geven.
F-117’s vlogen meer dan 1300 missies en maakten 6905 vlieguren. Tijdens de missies hebben de piloten meer dan 2000 ton aan precisiemunitie afgeworpen waarvan meer dan 80% zijn doelwit uitschakelde. Een van de missies veroorzaakte het bloedbad in de schuilplaats van Amiriyah op 13 februari 1991.

## Operationele verliezen
In de Kosovo-oorlog ging tijdens operatie Allied Force in maart 1999 het toestel met registratie "82-0806" verloren. Het toestel werd neergeschoten met een SA-3 Goa-luchtdoelraket van de 3de Batterij (250e Raketbrigade) van het voormalige federale Joegoslavische leger.
De eenheid, bestaande uit lanceerinrichtingen met elk vier SA-3 raketten, stond onder bevel van kolonel Dani Zoltan. De eenheid was vaak mobiel en communicatie vond plaats via de telefoon. Door berichtgeving van sympathisanten in Italië die de aantallen opgestegen toestellen doorgaven, was men op de hoogte van de komst van de vijand. Ook maakten de Amerikanen de cruciale fout zowel de heen- als de terugvlucht dezelfde route te vliegen.
Door een goede radaropstelling op de route en de geopende (radar weerkaatsende) bomluiken van de Nighthawk kon de radar een ‘lock’ op het toestel krijgen en kon de F-117 op 13 km afstand aangevallen worden
De Nighthawk stortte neer in de buurt van de plaats Budjanovici in een veld. De vlieger werd enkele uren daarna door eigen troepen gered. Een deel van het vliegtuig is nu te zien in het luchtvaartmuseum in Belgrado.
Volgens sommige bronnen werd in dezelfde oorlog een andere Nighthawk beschadigd, dit zou op 30 april zijn geweest.

## Varianten
- YF-117: prototype
- F-117A: basisversie
- F-117B: voorgestelde update voor A
- F-117N: voorgestelde versie voor de United States Navy
- F-117X: voorgestelde exportversie voor het Verenigd Koninkrijk